# يوليان ريوس
يوليان ريوس (بالألمانية: Julian Reus) مواليد 29 أبريل 1988 في هاناو، ألمانيا الغربية، هو عداء ألماني متخصص في الجري السريع. شارك في دورة الألعاب الأولمبية.

## سجل المنافسة
| العام                          | المسابقة                                      | المكان       | المركز        | حدث           | ملاحظة       |
| يمثل ألمانيا                   | يمثل ألمانيا                                  | يمثل ألمانيا | يمثل ألمانيا  | يمثل ألمانيا  | يمثل ألمانيا |
| ------------------------------ | --------------------------------------------- | ------------ | ------------- | ------------- | ------------ |
| 2005                           | بطولة العالم للشباب لألعاب القوى 2005         | مراكش        | 18            | 100 م         | 10.89        |
| 2005                           | بطولة العالم للشباب لألعاب القوى 2005         | مراكش        | 29            | 200 م         | 21.94        |
| 2006                           | بطولة العالم للناشئين لألعاب القوى 2006       | بكين         | 29            | 100 م         | 10.67        |
| 2006                           | بطولة العالم للناشئين لألعاب القوى 2006       | بكين         | 9             | 200 م         | 21.30        |
| 2007                           | بطولة أوروبا لألعاب القوى للناشئين 2007       | هينجيلو      | 1             | 100 م         | 10.38        |
| 2007                           | بطولة أوروبا لألعاب القوى للناشئين 2007       | هينجيلو      | 2             | 200 م         | 20.87        |
| 2007                           | بطولة أوروبا لألعاب القوى للناشئين 2007       | هينجيلو      | 1             | 4×100 م تتابع | 39.81        |
| 2007                           | بطولة العالم لألعاب القوى 2007                | أوساكا       | 6             | 4×100 م تتابع | 38.62        |
| 2012                           | بطولة أوروبا لألعاب القوى 2012                | هلسنكي       | 14            | 100 م         | 10.44        |
| 2012                           | بطولة أوروبا لألعاب القوى 2012                | هلسنكي       | 2             | 4×100 م تتابع | 38.44        |
| 2012                           | ألعاب القوى في الألعاب الأولمبية الصيفية 2012 | لندن         | 11            | 4×100 م تتابع | 38.37        |
| 2013                           | بطولة أوروبا لألعاب القوى داخل الصالات 2013   | غوتنبرغ      | 6             | 60 م          | 3:49.08      |
| 2013                           | بطولة العالم لألعاب القوى 2013                | موسكو        | 28            | 100 م         | 10.27        |
| 2013                           | بطولة العالم لألعاب القوى 2013                | موسكو        | 4             | 4×100 م تتابع | 38.04        |
| 2014                           |                                               |              |               |               |              |
| بطولة أوروبا لألعاب القوى 2014 | زيورخ                                         | 10           | 100 م         | 10.35         |              |
| بطولة أوروبا لألعاب القوى 2014 | زيورخ                                         | 2            | 4×100 م تتابع | 38.09         |              |
| 2015                           | بطولة أوروبا لألعاب القوى داخل الصالات 2015   | براغ         | 3             | 60 م          | 6.60         |
| 2015                           | بطولة العالم لألعاب القوى 2015                | بكين         | 24            | 100 م         | 10.28        |
| 2015                           | بطولة العالم لألعاب القوى 2015                | بكين         | 31            | 200 م         | 20.51        |

## روابط خارجية
- يوليان ريوس على موقع الاتحاد الدولي لألعاب القوى (الإنجليزية)
- يوليان ريوس على موقع الاتحاد الألماني لألعاب القوى (الألمانية)
- يوليان ريوس على موقع الدوري الماسي (الإنجليزية)
- يوليان ريوس على موقع أوليمبيديا (الإنجليزية)
- يوليان ريوس على موقع اللجنة الأولمبية الألمانية (الألمانية)